# 三浦道子 (工学者)
三浦 道子（みうら みちこ、1949年9月7日 - ）は、日本の工学者。
広島大学 HiSIM（Hiroshima-university STARC IGFET Model）研究センター 特任教授。
専門はデバイス物理。

## 学歴
- 1972年 広島大学 理学部 化学科 卒業[1]
- 1980年 広島大学大学院理学研究科 化学専攻 博士課程 修了[1]
- 広島大学より理学博士の学位取得[3]

## 経歴
- 1981年 - 1984年 ドイツマックス・プランク研究所固体物理学研究所 研究員[2][1]
- 1984年 - 1996年 ジーメンス中央研究所 シニア研究員[2][1]
- 1996年10月 - 2001年3月 広島大学 工学部 第2類電子物性工学講座 教授[2][1]
- 2001年4月 - 2015年3月 広島大学大学院先端物質科学研究科 教授[2][1]
- 2015年4月 - 広島大学 HiSIM研究センター 特任教授[2][3]

## 主な受賞歴
- 1998年 ASP-DAC Best Paper Award[4][1]
- 2001年 ASP-DAC Best Paper Award[4][1]
- 2007年 IEEEフェロー[5][1]
- 2007年 半導体理工学研究センター共同研究賞[6][7]
- 2008年 服部報公会 第78回報公賞[7][1]
- 2008年 ナイスステップな研究者（科学技術・学術政策研究所）[1]
- 2009年 エイボン女性賞[8]

## 栄典
- 2012年11月 紫綬褒章[9]